# Wnioskowanie przyczynowe
Wnioskowanie przyczynowe (analiza przyczynowa, ang. causal inference) – zagadnienie m.in. epistemologii i metodologii nauk, obejmujące opis, preskrypcję i stosowanie metod systematycznego odkrywania i badania związków przyczynowych. Analiza przyczynowa ma pozwalać na możliwie rzetelną odpowiedź na pytania postaci: „co by było, gdyby…?” albo „jaką różnicę powoduje…?”.
Nie sprowadza się do wnioskowania statystycznego opartego na pomiarze zależności statystycznych. Różne związki przyczynowe mogą objawiać się tak samo wyglądającymi korelacjami – do czego odwołują się aforyzmy typu „korelacja to nie przyczynowość”, i co grozi błędem logicznym post hoc. Wnioskowanie przyczynowe wymaga dodatkowego, specyficznego modelowania, a najlepszą podstawę stanowią dla niego obserwacje ze zmian sytuacji – zwłaszcza realizowanych w zamierzenie losowy sposób (warunkowo niezależnie od zmiennych zakłócających), tak jak w randomizowanym eksperymencie naukowym.
Współcześnie wnioskowanie przyczynowe rozwija się od lat 1970–1990 razem z cybernetyką i wnioskowaniem statystycznym. Jest ono rozumiane jako proces tworzenia alternatywnych probabilistycznych modeli przyczynowych badanych zjawisk i dokonywania pomiędzy nimi wyboru oparty na konfrontowaniu ich przewidywań z obserwacjami empirycznymi. Wśród głównych podejść do zagadnienia ważną rolę odgrywa model Neymana-Rubina (potencjalnych rezultatów), modele równań strukturalnych, i model Pearla (sieci bayesowskie).

## Zarys historii

### Filozofia
Zawodność wnioskowań empirycznych rozpoznano już w starożytności – zagadnienie to nosi współcześnie nazwę problemu indukcji. Wnioskowanie przyczynowe wiąże się z dodatkowym, ontologicznym pytaniem o definicję związków przyczynowych. W historii prób konceptualizacji zarówno wnioskowania, jak i przyczynowości, różni autorzy nadawali każdemu z tych pojęć wąsko określone znaczenia. Wczesne nowożytne definicje związków przyczynowych ewoluowały m.in. w pismach J.S. Milla i D. Hume’a. Kategoria ta była w trakcie XIX i na początku XX wieku w większości marginalizowana przez empirycystów i pozytywistów logicznych, oraz wpływowych statystyków takich jak K. Pearson i R.A. Fisher – skłaniali się oni bowiem do przekonania, że nauka może mówić jedynie o korelacjach. Analiza przyczynowa pozostawała jednak obecna w praktyce naukowej i społecznej w roboczych, intuicyjnych formach, np. w tzw. kryteriach Hilla, lub prawnych przesłankach odpowiedzialności.

### Statystyka i nauki empiryczne
Dwudziestowieczni statystycy i metodolodzy kontynuowali zmagania filozofów z opisem kryteriów przyczynowości, rozróżnianiem i traktowaniem różnych typów zmiennych ubocznych, i sposobami rozstrzygania pozornych paradoksów (jak paradoks Berksona czy Simpsona). Wielu decydowało się na pragmatyczne odrzucenie kategorii przyczyny, ograniczając się do mówienia jedynie o korelacjach i funkcji predykcyjnej modeli; inni odnosili się do przyczynowości na podstawie intuicyjnych, jakościowych reguł. Rozważania o determinizmie lub stanach kontrfaktycznych były uznawane np. przez K. Pearsona za zbędną metafizykę.
Badacze świadomi byli faktu, że modele uwzględniające różne zestawy zmiennych prowadzą do mocno różnych oszacowań korelacji. Proponowano doraźne techniki analizy i radzenia sobie z tzw. zmiennymi zakłócającymi i mediatorami, które nie oferowały jednak ogólnej konceptualizacji tych problemów. Za główną, relatywnie bezpieczną metodę analizy przyczynowej uznawano przede wszystkim randomizowany eksperyment naukowy – w wielu przypadkach niemożliwy jednak do zrealizowania ze względów praktycznych lub etycznych, a także niekoniecznie zdolny odzwierciedlać realistyczne warunki.
Znaczący postęp miał miejsce dopiero po latach 1970–1990, dzięki wprowadzeniu do dziedziny nowych narzędzi, po opracowaniu wnioskowania kontrfaktycznego przez zespół Rubina, i sieci bayesowskich opartych na skierowanych grafach acyklicznych przez zespół Pearla. Umożliwiło to m.in. rozwój technik quasi-eksperymentalnych.
Rolę w przełomie odegrały też badania heurystyk wnioskowania w ramach psychologii poznawczej. W ocenie np. Pearla i cytowanych przez niego osób, trudności jakie budzą pozorne paradoksy statystyczne świadczą o wrodzonej predyspozycji istot żywych do wnioskowania przyczynowego.

## Współczesne podejścia
We współczesnej metodologii nauk i statystyce pracę naukową postrzega się często jako rozwój i ewaluację modeli. Wnioskowanie przyczynowe wpisuje się w ten schemat, jednak obejmuje szeroki wachlarz podejść, o różnym stosunku do danych i teorii. W uproszczeniu, część perspektyw zakłada prymat teorii, a część – danych.

### Model Neymana-Rubina (potencjalne rezultaty)
Potoczne myślenie o przyczynowości wyraża się w pytaniach postaci „co by było, gdyby…?” Statystycy tacy jak Jerzy Neyman proponowali robocze ujęcia takich pytań w postaci tzw. stanów kontrfaktycznych. Holland uznał za fundamentalny problem wnioskowania przyczynowego fakt, że nie jest możliwe poznanie możliwych historii, które nie miały miejsca: w przypadku konkretnej osoby znamy tylko rezultaty przebiegu zdarzeń, który naprawdę zaszedł. Holland i Rubin opracowali na tej podstawie konceptualizację wnioskowania przyczynowych jako problemu brakujących danych z niezaobserwowanych (kontrfaktycznych) światów, a problemowi brakujących danych da się zaradzić statystycznie.
Jest to podejście, w którym naukowcy kierują się pytaniem badawczym i dostępnymi danymi. Czynniki te determinują kształt stosowanego modelu, raczej niż na odwrót. Rozwiązaniem idealnym jest realizacja randomizowanego eksperymentu; jeśli to niemożliwe, badacze mogą wykorzystać quasi-eksperymentalne odpowiedniki grupy kontrolnej i eksperymentalnej z danych obserwacyjnych. Typowa uzyskana odpowiedź to średni efekt przyczynowy (ATE, ang. average treatment effect), obliczony jako różnica między grupą kontrolną i (quasi-)eksperymentalną. Jeśli dobór do grup jest nieidealnie losowy, można uzyskać przynajmniej tzw. efekt lokalny (LATE). Przyjmuje się także pomocnicze założenia, jak o zaniedbywalności pominiętych zmiennych zakłócających, i stałości efektu, które zwiększają prawomocność wniosków przyczynowych. Tzw. atrybuty wsobne (np. płeć), które nie są obecnie w praktyce manipulowalne, uznaje się na niemożliwe do kontrfaktycznej analizy przyczynowej.
Filozoficzny status stanów kontrfaktycznych pozostaje przedmiotem debat. Także wśród autorów orędujących za prowadzeniem analiz przyczynowych są osoby, jak Dawid, argumentujące ze kontrfaktyczność to pojęcie, które wprowadza niepotrzebny ontologiczny zamęt. Nie mają oni z reguły problemu z samymi technikami analizy, ale postulują stosowanie bardziej ostrożnego języka: np. wnioskowania decyzyjnego i „stanów hipotetycznych”.

### Model Pearla (sieci bayesowskie)

Przykład grafu systemu przyczynowego w stylu Pearla, w którym badanemu związkowi przyczyny ze skutkiem towarzyszy mediator zmienna zakłócająca i kolider Typowy problem pominiętej zmiennej polega na nieuwzględnieniu w modelu czynników typu Dla kontrastu, statystyczne kontrolowanie zmiennych typu i jest generalnie także niepożądane, i również zwiększa błąd oszacowania – chyba że np. przedmiotem badania jest sam efekt mediacji.

Podejście Judei Pearla wywodzi się z jego pracy w obszarze cybernetyki i sztucznej inteligencji, i jego zdaniem jest uogólnieniem wszystkich stosowanych dotąd metod. Nawiązuje m.in. do analizy ścieżkowej S. Wrighta i modelowania równań strukturalnych, oraz neuropsychologicznych teorii działania ludzkiego umysłu.
Pearl poszukiwał matematycznego języka pozwalającego na uporządkowanie, opis – i docelowo, automatyzację – wnioskowania przyczynowego. Modelem który zadowolił jego wymagania były sieci bayesowskie oparte na skierowanych grafach acyklicznych, których wierzchołki reprezentują zmienne, a krawędzie ich związki przyczynowe.
Sieci bayesowskie umożliwiają porównanie dopasowania różnych modeli do danych, określenie, jakie rozstrzygnięcia są możliwe na podstawie dostępnych danych, i dokonanie dowolnych obliczeń diagnostycznych i prognostycznych. Wprowadzają systematyczną klasyfikację różnych ról zmiennych w modelu, odróżniając zmienne zakłócające, kolidery i mediatory. Wyznaczają warunki trafnego oszacowania związków przyczynowych, dzięki konceptualizacji „blokowania” lub „odblokowywania” szlaków grafu: opisują w jakich sytuacjach statystyczne kontrolowanie różnych zmiennych modyfikuje ich obserwowane w danych prawdopodobieństwa warunkowe w sposób który izoluje realny związek przyczynowy, a w jakich sytuacjach ignoruje lub „uwalnia” nieprzyczynowe zależności, i wprowadza pozorne korelacje.
Podejście Pearla kładzie nacisk na nadrzędność jakościowego modelowania przyczynowego nad ilościową analizą statystyczną. Rubin i jego uczniowie, np. Gelman, argumentują jednak, że choć doceniają wartość teoretyczną tej perspektywy, to w praktyce naukowej badacze zajmujący się skomplikowanymi zjawiskami często radzą sobie sprawniej podążając od danych do teorii i modeli, a nie na odwrót.